# Junction (Utah)
Junction és una població dels Estats Units a l'estat de Utah. Segons el cens del 2000 tenia 177 habitants.

## Demografia
Segons el cens del 2000, Junction tenia 177 habitants, 67 habitatges, i 46 famílies. La densitat de població era de 4,8 habitants per km².
Dels 67 habitatges en un 34,3% hi vivien nens de menys de 18 anys, en un 59,7% hi vivien parelles casades, en un 6% dones solteres, i en un 29,9% no eren unitats familiars. En el 29,9% dels habitatges hi vivien persones soles el 17,9% de les quals corresponia a persones de 65 anys o més que vivien soles. El nombre mitjà de persones vivint en cada habitatge era de 2,64 i el nombre mitjà de persones que vivien en cada família era de 3,3.
Per edats la població es repartia de la següent manera: un 29,9% tenia menys de 18 anys, un 7,9% entre 18 i 24, un 19,8% entre 25 i 44, un 22,6% de 45 a 60 i un 19,8% 65 anys o més.
L'edat mediana era de 39 anys. Per cada 100 dones de 18 o més anys hi havia 106,7 homes.
La renda mediana per habitatge era de 25.625 $ i la renda mediana per família de 32.750 $. Els homes tenien una renda mediana de 29.250 $ mentre que les dones 17.083 $. La renda per capita de la població era d'11.356 $. Entorn del 19,6% de les famílies i el 15,9% de la població estaven per davall del llindar de pobresa.

## Poblacions més properes
El següent diagrama mostra les poblacions més properes.